# Ingrid Wilm
Ingrid Wilm (8 giugno 1998) è una nuotatrice canadese, vincitrice di due medaglie d'argento (in vasca corta) e di dodici medaglie di bronzo mondiali (sei in vasca lunga e sei in vasca corta).

## Palmarès
- Mondiali

Budapest 2022: bronzo nella 4x100m misti.
Fukuoka 2023: bronzo nella 4x100m misti.
Doha 2024: bronzo nei 50m dorso, nei 100m dorso e nella 4x100m misti.
Singapore 2025: bronzo nella 4x100m misti mista.
- Mondiali in vasca corta

Melbourne 2022: bronzo nei 100m dorso, nella 4x100m misti e nella 4x50m misti mista.
Budapest 2024: argento nella 4x50m sl mista e nella 4x50m misti mista, bronzo nei 100m dorso, nella 4x100m sl e nella 4x100m misti mista.
- Universiadi

Napoli 2019: bronzo nella 4x100m misti.